# Кайетано, Бен
Бенджамин Джером Кайетано (англ. Benjamin Jerome Cayetano; род. 14 ноября 1939) — американский политик, губернатор Гавайев (1994—2002).

## Биография
Родился 14 ноября 1939 года в Гонолулу. В 1960-х поступил в колледж в Лос-Анджелесе, а затем перевёлся в Калифорнийский университет, который окончил в 1966 году. В 1971 году он также закончил Университет Лойола Мэримаунт. На следующий год Кайетано работал в Управлении жилищного строительства Гавайев, а через 2 года получил место в Палате представителей Гавайев. В 1986 году Бенджамин Кайетано стал вице-губернатором штата. Он занимал эту должность до 1994 года, пока сам не вступил на пост губернатора. Кайетано был губернатором Гаваейв 2 срока, до 2002 года. В 2012 году баллотировался в мэры Гонолулу, но проиграл выборы.

## Личная жизнь
Кайетано женился на Лоррейн Геко в 1959 году и прожил с ней в браке 37 лет, до 1996 года. Второй женой Кайетано стала Вики Тиу.